# TVE Brasil
TVE Brasil (anteriormente denominada TV Educativa ou TVE) foi uma emissora de televisão brasileira sediada no Rio de Janeiro, capital do estado homônimo.

## História
Em 2007, o então presidente Luiz Inácio Lula da Silva assina um decreto que criaria a Empresa Brasil de Comunicação (feita a partir de uma fusão entre a ACERP e a Radiobrás, de Brasília, unificando também os órgãos de rádio e televisão educativas governamentais), além de uma emissora de televisão de caráter público. Às 12 horas (horário de Brasília) do dia 2 de dezembro, reunindo-se com os canais da extinta Radiobrás, a TVE Brasil é extinta e em seu lugar, entra no ar a TV Brasil. No mesmo dia, foi lançado o sinal de televisão digital na capital paulista, inaugurando a nova tecnologia no Brasil.